# グスタボ・カブラル
グスタボ・カブラル（Gustavo Daniel Cabral, 1985年10月14日 - ）は、アルゼンチン・ブエノスアイレス州出身のサッカー選手。CFパチューカ所属。ポジションはディフェンダー（センターバック）。

## 経歴
2003年にラシン・クルブでデビューし、2008年までに112試合に出場した。2008年にCAリーベル・プレートに移籍するとすぐさまポジションを掴み、クラウスーラ2008で優勝した。2008年よりスペインのビジャレアルCFとの共同保有選手となっていた。
2005年にオランダで開催されたFIFAワールドユース選手権にリオネル・メッシやネリ・カルドソらとともに参加し、優勝した。

## タイトル
U-20アルゼンチン代表
- FIFA U-20ワールドカップ : 2005

CAリーベル・プレート
- プリメーラ・ディビシオン : 2007-08C